# Susana Monreal Ávila
Susana Monreal Ávila (Plateros, Fresnillo, Zacatecas; 11 de agosto de 1971) es una política mexicana, miembro del Movimiento Regeneración Nacional, se desempeñó de 2006 a 2009 como diputada federal.
Es contadora pública, ha desempeñado su profesión en actividades particulares, en cargos públicos ha trabajado en la Secretaría de Educación y en el Instituto de la Vivienda del estado de Zacatecas, ha sido Directora de Información Financiera del Comité estatal del Partido Revolucionario Institucional, cuando su hermano, Ricardo Monreal Ávila, renunció a dicho partido en 1998 ella hizo lo mismo y se unió junto con él al PRD, partido en el cual fue secretaria de Organización del Comité Estatal.
En 2006 fue elegida diputada federal por el I Distrito Electoral Federal de Zacatecas a la LX Legislatura, en la que fue miembro de las comisiones de Agricultura y Ganadería, de Economía y de Presupuesto y Cuenta Pública, de esta última ocupó el cargo de Secretaria.
Actualmente,[¿cuándo?] se desempeña como consejera del Consulado Mexicano en San Antonio, Texas.